# Brdo (Nova Varoš)
Pour les articles homonymes, voir Brdo.
Brdo (en serbe cyrillique : Брдо) est un village de Serbie situé dans la municipalité de Nova Varoš, district de Zlatibor. Au recensement de 2011, il comptait 320 habitants.

## Démographie

### Évolution historique de la population
| 1948 | 1953 | 1961 | 1971 | 1981 | 1991 | 2002 | 2011 |
| ---- | ---- | ---- | ---- | ---- | ---- | ---- | ---- |
| 239  | 339  | 364  | 416  | 387  | 443  | 333  | 320  |

|  |